# Trio Rosenberg

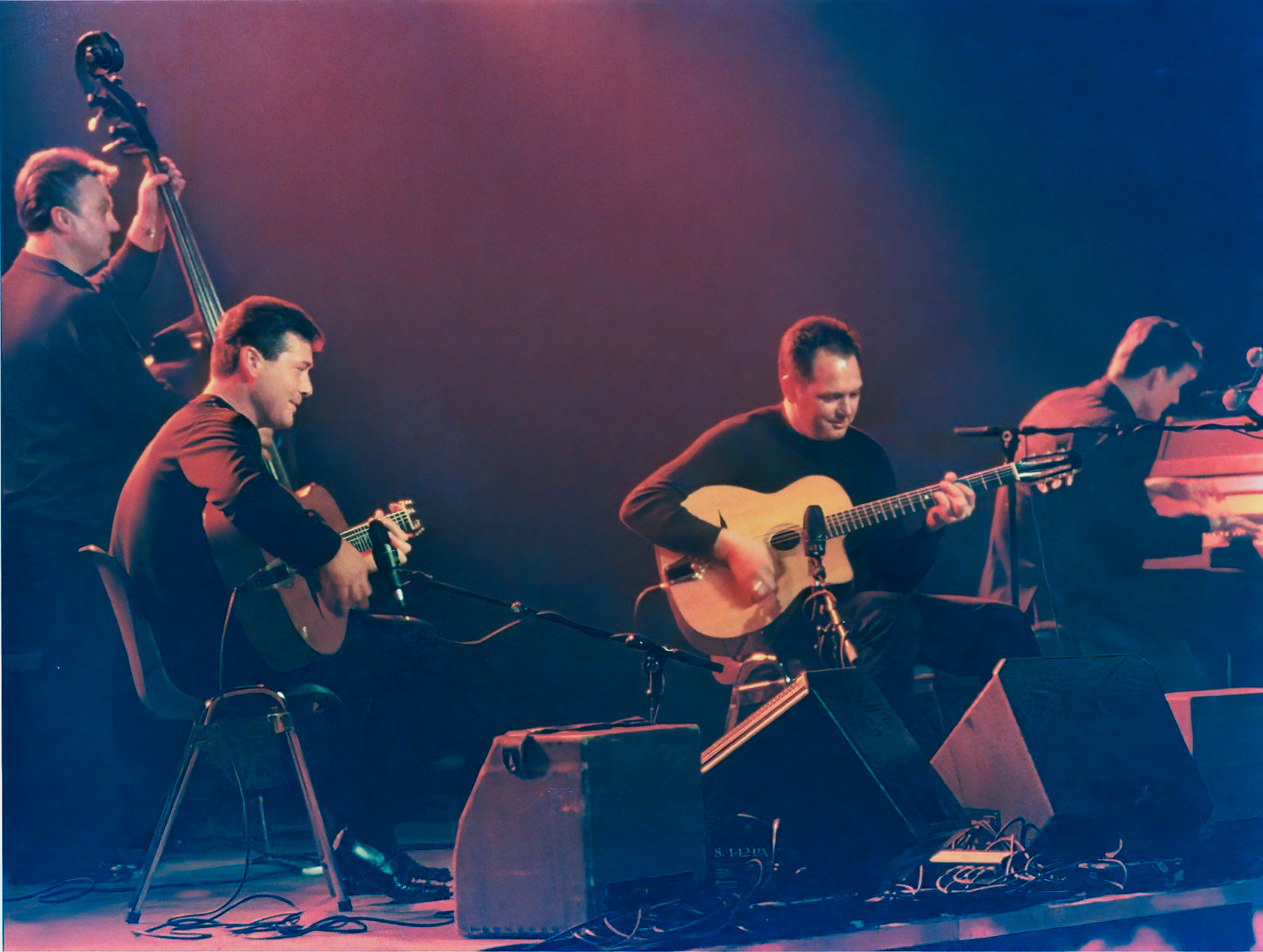
Il Rosenberg Trio si esibisce con un pianista ospite nei Paesi Bassi, 2002

Il Trio Rosenberg è un gruppo jazz olandese composto dal chitarrista solista Stochelo Rosenberg, dal chitarrista ritmico Nous'che Rosenberg e dal contrabbassista Nonnie Rosenberg. La band è influenzata da Django Reinhardt, il chitarrista jazz manouche degli anni trenta.

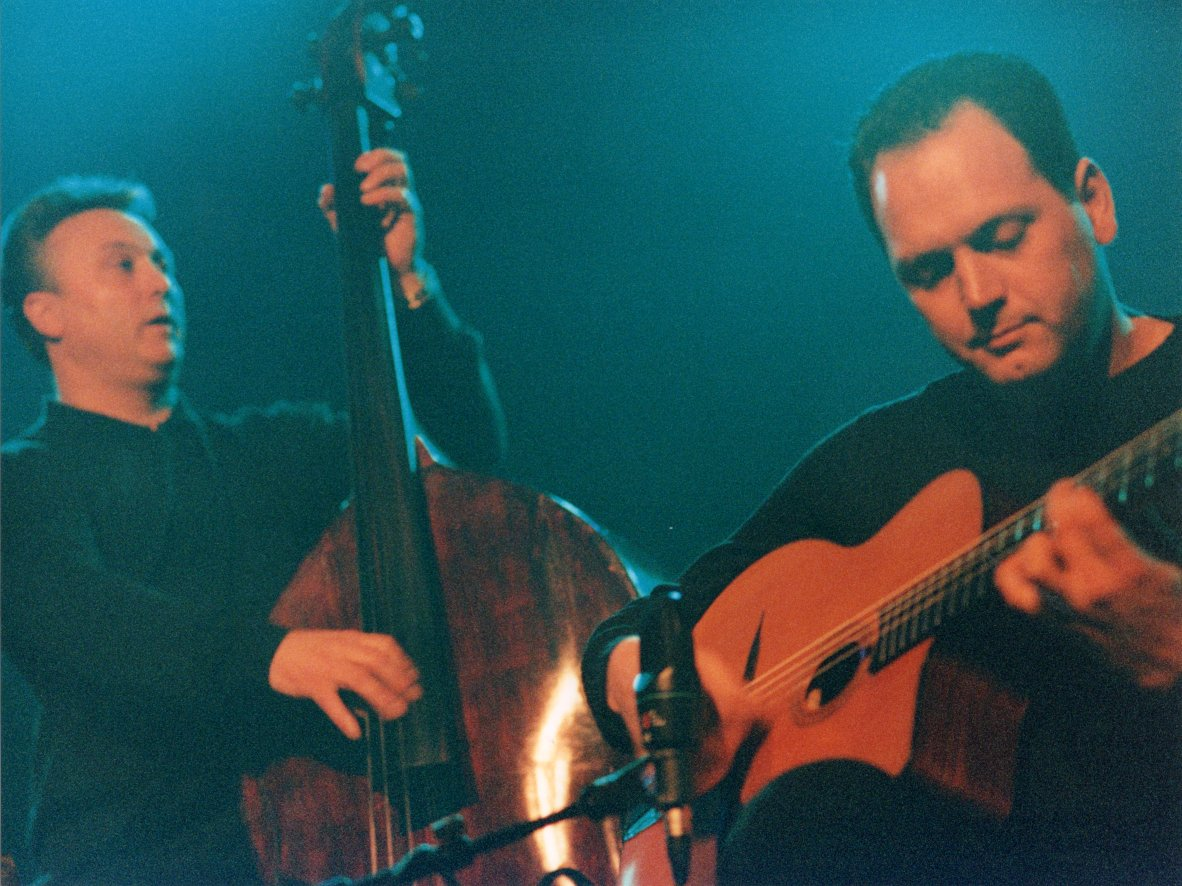
Nonnie e Stochelo Rosenberg sul palco, Paesi Bassi 2002

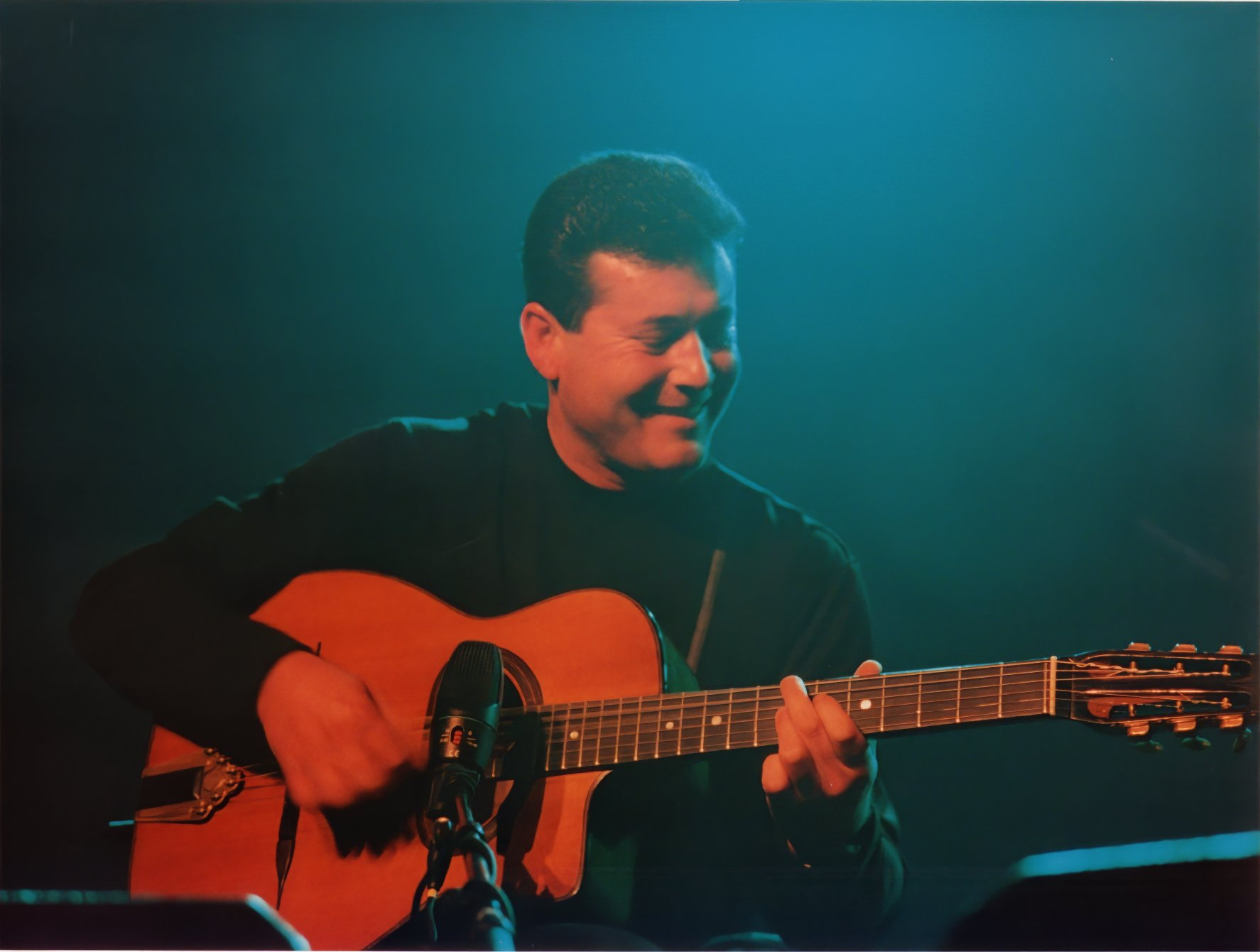
Nous'che Rosenberg, Paesi Bassi 2002

Il primo album del gruppo è stato Seresta nel 1989. Eventi degni di nota includono l'uscita nel 2010 di Djangologists, un DVD contenente una registrazione tributo a Django Reinhardt, e l'album live del 1992 The Rosenberg Trio: Live at the North Sea Jazz Festival, che ha catturato il trio in un momento eclettico e giovanile.

## Storia
Non c'è una data precisa prima del 1989 in cui il Rosenberg Trio iniziò a suonare con quel nome. Due dei Rosenberg, Nous'che e Nonnie, sono figli di Sani Rosenberg, un musicista della comunità zingara olandese. Essendo cresciuti in una famiglia di tradizione musicale, sono stati tutti influenzati dalla musica di Django Reinhardt.
Nous'che ha iniziato a suonare con suo cugino e amico, Stochelo Rosenberg, quando Stochelo aveva circa 10 anni.
Nous'che e Stochelo possiedono entrambe chitarre Selmer: Nous'che una "D-hole" e Stochelo una "oval-hole" (che era il modello preferito da Django Reinhardt).
Hanno suonato con altri musicisti influenti come Angelo Debarre, Romane, Biréli Lagrène e Peter Beets.

## Discografia
- Seresta (Polydor, 1990)
- Gipsy Summer (Polydor, 1991)
- Impressions (Dino Music, 1992)
- 85 e Still Swinging con Stephane Grappelli (Angel, 1993)
- Live al North Sea Jazz Festival '92 (Verve / Polydor, 1993)
- Caravan (Verve, 1994)
- Swinging Favourites of '45 (Quintessence, 1995)
- Noches Calientes (Polydor, 1998)
- Je Zoenen Zijn Zoeter con Herman van Veen (Polydor, 1999)
- Deine Kusse Sind Susser con Herman van Veen (Polydor, 1999)
- Tes Bisous Sont Plus Doux con Herman van Veen (Harlekijn, 2000)
- So This Is My Baby con Herman van Veen (Harlekijn, 2000)
- Your kisses are sweeter con Herman van Veen (Harlekijn, 2000)
- Suenos Gitanos (Polydor, 2001)
- Louis van Dijk e il Rosenberg Trio Live (Pink, 2003)
- Live in Samois Tribute to Django Reinhardt (Universal, 2003)
- Roots (Iris Music, 2007)
- Tribute to Stephane Grappelli (FM Jazz, 2008)
- Cor Goes Gipsy (Foreign Media Music, 2008)
- Djangologists (Enja, 2010)
- La Familia (Coast Music, 2015)
- Django (Impulse !, 2017)